# Alex Segal
Pour les articles homonymes, voir Segal.
Alex Segal est un réalisateur et producteur américain né le 1er juillet 1915 à New York, New York (États-Unis), mort le 22 août 1977 à Los Angeles, Californie.

## Filmographie
Sauf indication contraire, les informations mentionnées dans cette section peuvent être confirmées par la base de données cinématographiques IMDb,  présente dans la section « Liens externes ».

### Acteur
- 1949 : Volume One (en) : ? (saison 1, épisode 6)

### Producteur

#### Cinéma
- 1958 : Deux Farfelus au régiment (No Time for Sergeants) de Mervyn LeRoy

#### Télévision

##### Séries télévisées
- 1949 : Starring Boris Karloff (en) (saison 1, épisode 13)
- 1951-1952 : Celanese Theatre (en) (15 épisodes)
- 1953-1955 : The United States Steel Hour (en) (4 épisodes)
- 1956 : Producers' Showcase (en) (3 épisodes)
- 1957 : The Alcoa Hour (en) (saison 2, épisode 12)
- 1961 : Alcoa Premiere (en) (saison 1, épisode 1)

##### Téléfilm
- 1971 : Decisions! Decisions! (en) de lui-même

### Réalisateur

#### Cinéma
- 1956 : La Rançon (Ransom !)
- 1963 : All the Way Home
- 1965 : Joy in the Morning (en)
- 1965 : Harlow

#### Télévision

##### Séries télévisées
- 1949 : Volume One (en) (saison 1, épisode 1)
- 1949 : Starring Boris Karloff (en) (saison 1, épisode 4 et 13)
- 1949-1950 : Actors Studio (en) (4 épisodes)
- 1950 : Penthouse Party (en) (saison 1, épisode 1)
- 1950-1951 : Pulitzer Prize Playhouse (en) (5 épisodes)
- 1951-1952 : Celanese Theatre (en) (16 épisodes)
- 1952 : Columbia University Seminar
- 1952 : Omnibus (saison 1, épisode 5)
- 1953-1954 : The Campbell Playhouse (en) (saison 2, épisode 11 et 26)
- 1953-1959 : The United States Steel Hour (en) (22 épisodes)
- 1956 : Producers' Showcase (en) (3 épisodes)
- 1956-1957 : The Alcoa Hour (en) (saison 2, épisode 3 et 12)
- 1958 : Kraft Television Theatre (en) (saison 11, épisode 28)
- 1958-1961 : DuPont Show of the Month (en) (7 épisodes)
- 1959 : Playhouse 90 (saison 3, épisode 17 et 32)
- 1960-1961 : NBC Sunday Showcase (en) (3 épisodes)
- 1960-1961 : Our American Heritage (en) (3 épisodes)
- 1961 : Alcoa Premiere (en) (saison 1, épisode 1)
- 1963 : Bob Hope Presents the Chrysler Theatre (en) (saison 1, épisode 1)
- 1964 : The Nurses (en) (saison 2, épisode 26)
- 1966 : ABC Stage 67 (en) (saison 1, épisode 6)
- 1976 : Les Héritiers (Rich Man, Poor Man - Book II) (saison 1, épisode 2)

##### Téléfilms
- 1962 : Hedda Gabler
- 1966 : Mort d'un commis voyageur (en) (Death of a Salesman)
- 1967 : The Crucible
- 1967 : Le Journal d'Anne Frank (en) (The Diary of Anne Frank)
- 1968 : Certain Honorable Men (en)
- 1970 : To Confuse the Angel
- 1971 : Decisions! Decisions! (en)
- 1973 : The Lie (en)
- 1975 : My Father's House
- 1976 : The Story of David (en)